# 발률
발률(勃律)은 6~8세기 길기트 지방에 있던 불교 왕조이다.

## 역사
발률은 7세기 토번에 의해 격파되어 대발률(大勃律)과 소발률(小勃律) 두 개의 국가로 분열되었다. 측천 무후 2년 697년부터 당 현종 개원 년간에 이르기까지, 대발률은 3차에 걸쳐서 사신을 당에 보냈고 당나라에서는 군주를 책봉하였다. 개원 초년에 소발률왕이 토번의 압력으로 인해 장안에 와서 신하의 예를 취하기도 했다. 소발률은 토번을 공략하기 위한 안서사진이 설치된 요지가 되었고, 당나라 때는 소발률이 서장으로 가는 서문이 되었다. 751년 고선지가 탈라스 전투에서 대식국에 패해 당나라의 영향력은 급격히 줄어들었고, 소발률은 토번의 신하가 되었다.

## 같이 보기
- 부루쇼인